# Караултобе (Кизилординська міська адміністрація)
Караултобе́ (каз. Қарауылтөбе) — село у складі Кизилорджинської міської адміністрації Кизилординської області Казахстану. Адміністративний центр та єдиний населений пункт Караултобинського сільського округу.
Населення — 2538 осіб (2021; 1322 у 2009, 952 у 1999, 1005 у 1989).